# Фінал кубка Англії з футболу 1951
Фінал кубка Англії з футболу 1951 — 70-й фінал найстарішого футбольного кубка у світі. Учасниками фіналу були «Ньюкасл Юнайтед» і «Блекпул». Володарем кубкового трофею став «Ньюкасл Юнайтед».

## Шлях до фіналу
| «Ньюкасл Юнайтед»         | «Ньюкасл Юнайтед» | «Ньюкасл Юнайтед»                                                 | Раунд           | «Блекпул»          | «Блекпул» | «Блекпул»                                                         |
| ------------------------- | ----------------- | ----------------------------------------------------------------- | --------------- | ------------------ | --------- | ----------------------------------------------------------------- |
| Суперник                  | Результат         | Матчі                                                             |                 | Суперник           | Результат | Матчі                                                             |
| «Бері»                    | 4—1               | 4—1 вдома                                                         | Третій раунд    | «Чарльтон Атлетік» | 5—2       | 2—2 на виїзді, 3—0 вдома (перегравання)                           |
| «Болтон Вондерерз»        | 3—2               | 3—2 вдома                                                         | Четвертий раунд | «Стокпорт Каунті»  | 2—1       | 2—1 вдома                                                         |
| «Сток Сіті»               | 4—2               | 4—2 на виїзді                                                     | П'ятий раунд    | «Менсфілд Таун»    | 2—0       | 2—0 вдома                                                         |
| «Бристоль Роверз»         | 3—1               | 0—0 вдома, 3—1 на виїзді (перегравання)                           | Шостий раунд    | «Фулгем»           | 2—0       | 2—0 вдома                                                         |
| «Вулвергемптон Вондерерз» | 2—1               | 0—0 на нейтральному полі, 2—1 на нейтральному полі (перегравання) | 1/2 фіналу      | «Бірмінгем Сіті»   | 2—1       | 0—0 на нейтральному полі, 2—1 на нейтральному полі (перегравання) |

## Матч
| 28 квітня 1951 |

| Ньюкасл Юнайтед  | 2:0      | Блекпул |
| ---------------- | -------- | ------- |
| Мілберн 50', 55' | Протокол |         |

| Вемблі, Лондон Глядачів: 100 000 Арбітр: Вільям Лінг |

|  |  |

|                  |  |                 |  |
|                  |  |                 |  |
| В                |  | Джек Фейрбразер |  |
| З                |  | Боббі Корбетт   |  |
| З                |  | Боббі Кауелл    |  |
| ПЗ               |  | Чарлі Кроув     |  |
| ПЗ               |  | Френк Бреннан   |  |
| ПЗ               |  | Джо Гарві (к)   |  |
| Н                |  | Боббі Мітчелл   |  |
| Н                |  | Хорхе Робледо   |  |
| Н                |  | Джекі Мілберн   |  |
| Н                |  | Ерні Тейлор     |  |
| Н                |  | Томмі Вокер     |  |
| Головний тренер: |  |                 |  |
| Стен Сеймур      |  |                 |  |

|                  |  |                    |  |
|                  |  |                    |  |
| В                |  | Джордж Фарм        |  |
| З                |  | Томмі Гарретт      |  |
| З                |  | Едді Шимвелл       |  |
| ПЗ               |  | Х'югі Келлі        |  |
| ПЗ               |  | Ерік Гайвард       |  |
| ПЗ               |  | Гаррі Джонстон (к) |  |
| Н                |  | Білл Перрі         |  |
| Н                |  | Білл Слейтер       |  |
| Н                |  | Стен Мортенсен     |  |
| Н                |  | Джекі М'юді        |  |
| Н                |  | Стенлі Метьюз      |  |
| Головний тренер: |  |                    |  |
| Джо Сміт         |  |                    |  |